# Stanisław Cabała
Stanisław Jan Cabała (ur. 16 lutego 1950 w Chorzowie, zm. 30 listopada 2021) – polski geobotanik, ekolog, podróżnik, specjalizował się w ekologii roślin, profesor nauk biologicznych, profesor nadzwyczajny Uniwersytetu Śląskiego w Katowicach.
W 1974 ukończył studia z zakresu biologii na Uniwersytecie Śląskim w Katowicach. Doktoryzował się w 1979 na uczelni macierzystej w oparciu o pracę pt. „Wilgotne bory trzcinnikowe Calamagrostio villosae-Pinetum południowej Polski”, której promotorem był prof. dr hab. Florian Celiński. Stopień doktora habilitowanego uzyskał w 1991 r. na Uniwersytecie Śląskim w Katowicach na podstawie rozprawy zatytułowanej „Zróżnicowanie i rozmieszczenie zbiorowisk leśnych na Wyżynie Śląskiej”. Tytuł naukowy profesora nauk biologicznych otrzymał 28 kwietnia 2000 r.
Zawodowo związany był z Uniwersytetem Śląskim w Katowicach, na którym doszedł do stanowiska profesora nadzwyczajnego. W latach 2000–2018 pełnił funkcję kierownika Katedry Ekologii. Był prodziekanem Wydziału Biologii i Ochrony Środowiska UŚ w latach 1992–1999, a od 1 października 1998 do 30 września 1999 dziekanem Wydziału Biologii i Ochrony Środowiska UŚ. Wieloletni członek Regionalnej Rady Ochrony Przyrody w Katowicach.
Autor 91 publikacji (w tym 9 książkowych). Promotor kilkudziesięciu prac magisterskich oraz promotor w 12 przewodach doktorskich, z czego dwie osoby uzyskały stopień doktora habilitowanego. Uczestniczył w realizacji 37 opracowań naukowych i ekspertyz dla jednostek administracji państwowej oraz pełnił funkcję kierownika zespołu w projekcie „Zintegrowany system wspomagający zarządzaniem i ochroną zbiornika zaporowego”.
Był organizatorem i uczestnikiem wypraw naukowo-poznawczych do Peru (5-miesięczna wyprawa do Amazonii), Turcji, Iranu, Iraku, Algierii, Pakistanu, Ekwadoru, Maroka i Sahary Hiszpańskiej, Australii i Tajlandii.
Pochowany w Gnojniku (powiat brzeski).